# Tower Grove Park
Tower Grove Park is een stadspark in Saint Louis (Missouri) dat Henry Shaw (1800-1889) in 1868 aan de inwoners van de stad schonk. Het park heeft een oppervlakte van 1,17 km².
In het park bevinden zich Victoriaanse paviljoenen en beelden die op gezag van Shaw zijn geplaatst. Ook zijn er in het park bomen en struiken te vinden, die door Shaw vanuit de gehele wereld zijn geïmporteerd. Het park is een trekpleister voor vogelaars vanwege de vele vogelsoorten die er voorkomen. Naast het park ligt de Missouri Botanical Garden, een botanische tuin die Shaw in 1859 oprichtte.
Het park staat sinds 1972 op de National Register of Historic Places. Sinds 1989 is het park een National Historic Landmark. In het park vinden diverse evenementen plaats, waaronder bruiloften, concerten, festivals en sporttoernooien.